# Ruy Blas (Halvorsen)
Ruy Blas van Johan Halvorsen is een verzameling manuscripten van bladmuziek. Halvorsen componeerde deze muziek voor voorstellingen van het gelijknamige toneelstuk van Victor Hugo in het Nationaltheatret in Oslo. Het kreeg aldaar een serie van een twintigtal voorstellingen vanaf 21 januari 1920. De in het Nationaltheatret gegeven toneelvoorstellingen gingen meestal vergezeld van muziek uitgekozen of gecomponeerd door muzikaal leider en dirigent van het theaterorkest Halvorsen. In de jaren rond 1920 had Halvorsen geen vast orkest meer tot zijn beschikking, maar kon echter wel een muzikale omlijsting verzorgen bij deze voorstellingen. Het ging daarbij voornamelijk om een Spaanse volksliedje (Spansk folkevize) voor strijkinstrumenten. De muziek verdween na die voorstellingen in 1920 in de map manuscripten zonder dat het ooit nog uitgevoerd werd   